# Richat-képződmény

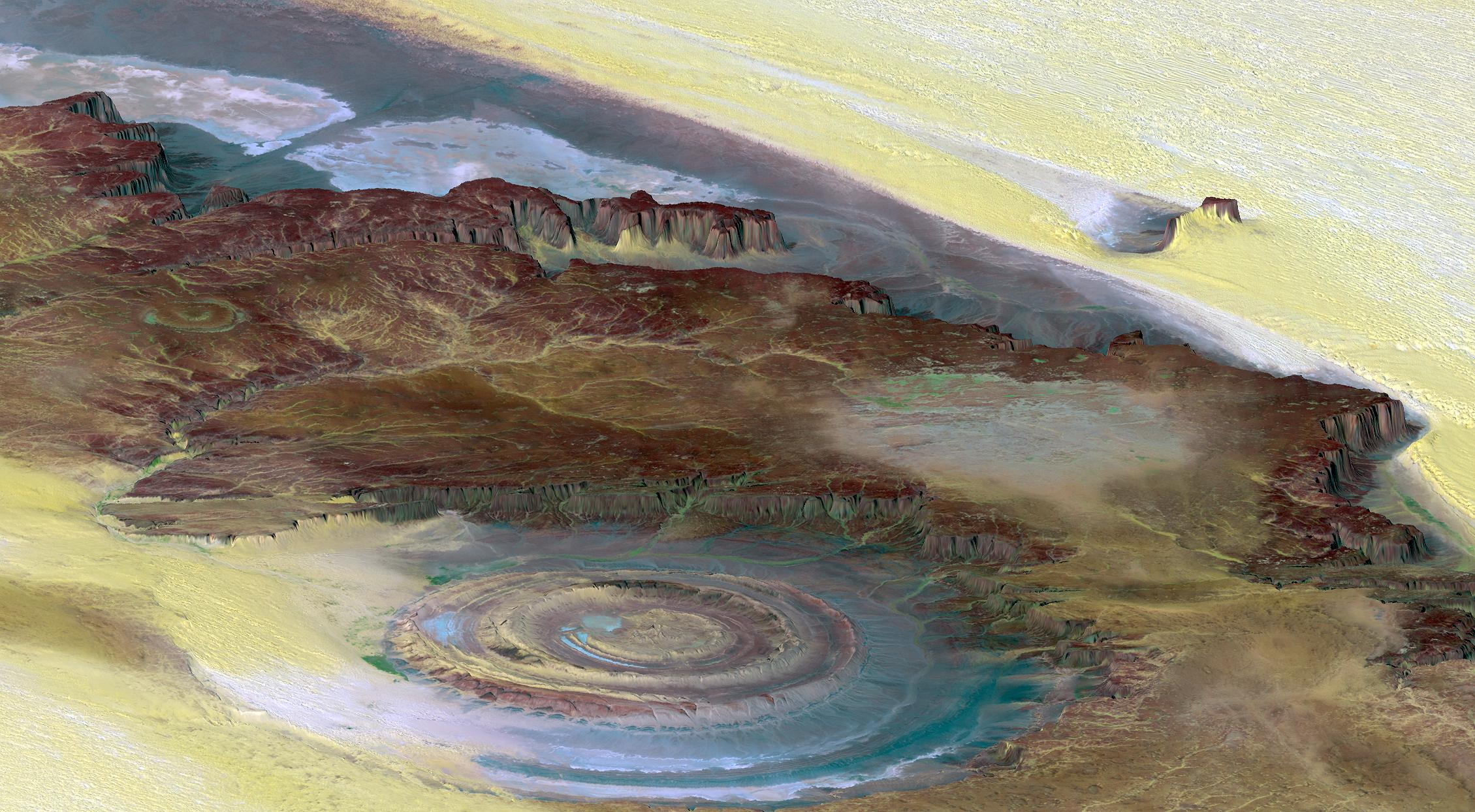
Műholdas kép az el-Rihatról, 6:1 arányú függőleges torzítással a jobb megfigyelhetőség érdekében. A hamis színek jelentése: barna = szikla, sárga/fehér = homok, zöld = növényzet, kék = sóüledékek

A Richat-képződmény, Richat-struktúra vagy Richat Komplexum (más néven: Richat Structure, el-Rihat) egy igen látványos kör alakú képződmény a Szahara mauritániai részén, Ouadane közelében. Már a legelső űrhajósoknak is felkeltette az érdeklődését, mert egyrészt egy szemet formáz (ezért is nevezik a Szahara szemének), másrészt némi változatosságot nyújt a sivatag egyhangúsága után a felette repülőknek. Egyesek szerint úgy néz ki, mintha egy óriási ammonitesz maradványa feküdne a sivatagban. Átmérője miatt – körülbelül 50 km (30 mérföld) – az űrhajósok egyik fontos tájékozódási pontja lett.
Kezdetben egy meteoritbecsapódás nyomának vélték, főleg a mérete miatt; ma egyszerű talajbesüllyedésnek vélik. Az erózió következményeképp jöttek létre a koncentrikus gerincek, amik meteoritbecsapódás folyamán nem keletkezhettek volna. A képződményben látható körvonalakat paleozoikumi kvarckristályok alakították ki.

## Külső hivatkozások
- Műholdképek a Szahara szeméről
- (angolul) A NASA Earth felvételei Archiválva 2008. szeptember 29-i dátummal a Wayback Machine-ben
- Hírek.hu: Látványos műholdkép a Szahara szeméről
- Google Maps